# São Salvador (Viseu)
São Salvador era una freguesia portuguesa del municipio de Viseo, distrito de Viseo.

## Historia
Fue suprimida el 28 de enero de 2013, en aplicación de una resolución de la Asamblea de la República portuguesa promulgada el 16 de enero de 2013 al unirse con la freguesia de Repeses, formando la nueva freguesia de Repeses e São Salvador.